# Valerij Babanov
Valerij Babanov, in russo Валерий Бабанов? (Omsk, 10 novembre 1964), è un alpinista russo.
È noto per le vie di misto di alta difficoltà aperte in stile alpino in Himalaya nell'ultimo decennio, che lo pongono tra i massimi alpinisti del periodo. Ha iniziato ad arrampicare nel 1980. Sposato con Ol'ga (che spesso cura i reportage dai campi base), vive a Chamonix-Mont-Blanc, in Francia.

## Biografia

### Esordi e attività non himalayana
L'attività di Babanov nei primi anni si concentra nelle montagne "di casa", Caucaso e Pamir. Qui ripete e apre diverse vie di ED/ED+, specializzandosi anche nei record di velocità, e compie qualche invernale e diverse solitarie. Nel 1995 si affaccia sul Monte Bianco, dove ripete diverse vie ed effettua la prima solitaria della via Americana al Petit Dru.
L'anno successivo è di nuovo nel massiccio del Bianco ed anche negli Stati Uniti, dove ripete in solitaria Zodiac su El Capitan.
Nel 1997 inizia la sua attività in Himalaya: in primavera sale la parete ovest del Lhotse e tenta la traversata Lhotse-Lhotse Sar. In autunno con Thierry Braguier apre sull'Aiguille Sans Nom la via Roulette russe (1000 m, ED+).

### Le imprese e la notorietà internazionale
Negli anni successivi intensifica l'attività in solitaria di alto livello: nell'estate 1999 apre in solitaria sul Monte Borille, in Alaska, Forever more (900 m, ED, VI/A3), e sulle Grandes Jorasses Eldorado (1200 m, ED+).
Sempre in solitaria nel 2000 percorre una nuova via sul Kangtega (Himalaya nepalese) mentre l'anno successivo effettua un tentativo sul Meru. Al secondo tentativo riesce a salirne il picco centrale in solitaria nel settembre 2001 lungo la via Shangri La (2000 m, ED, 5C/6A, A1/A2, M5, 75°), impresa che gli permette di vincere il primo Piolet d'Or nel 2002.
Nel 2003, dopo alcuni tentativi in solitaria, compie con Yuri Koshelenko la prima salita del Nuptse est (o Nuptse Shar I, con 7804 m la più alta cima ancora non scalata al tempo) per il pilastro sud. La via Moonlight Sonata (2400 m, VI – 5, A3/A4, WI 6, M5) gli fa vincere il secondo Piolet d'Or nel 2004.
Nel maggio 2006 è sul picco Nord del Chomo Lonzo, dove apre in solitaria una nuova via di 1100 m sulla parete sud-ovest senza arrivare però alla cima.
Nel 2007 con Sergey Kofanov percorre la pericolosa cresta ovest dello Jannu, oggetto di diversi tentativi già dagli anni novanta.
Il 2008 è ricco di risultati, con la salita di tre ottomila. In aprile sale il Dhaulagiri I per la normale dopo un tentativo di aprire in stile alpino una via nuova sul pilastro dell'immensa parete ovest con Nickolay Totmjanin. Pochi mesi dopo con Viktor Afanasiev compie un'impresa notevole aprendo due vie nuove su due ottomila diversi in meno di sedici giorni, arrivando in cima al Broad Peak il 17 luglio e sul Gasherbrum I il 1º agosto. La decisione della giuria del Piolet d'Or di non includerli tra i candidati al premio edizione 2009 ha ricevuto diverse critiche.
Un tentativo con lo stesso Afanasiev alla difficile parete ovest dell'Annapurna I, mai scalata interamente, viene abortito nella primavera 2009 per l'eccesso di neve.

## Premi e riconoscimenti
Oltre ad essere l'unico alpinista assieme a Marko Prezelj, Mick Fowler e Paul Ramsden ad aver ottenuto due Piolet d'Or (al 2013), nel marzo 2008 ha ricevuto a Saint-Vincent il premio "Grolla d'oro", alla sua prima edizione, «per la migliore realizzazione alpinistica internazionale di una guida alpina» per la salita allo Jannu.
È l'unico alpinista russo ad aver ottenuto il diploma internazionale UIAGM di Guida alpina.